# Rebecca Smart
Rebecca Elizabeth Smart (nascida em 30 de janeiro de 1976) é uma atriz Australiana, que começou a atuar na televisão aos oito anos de idade. Seu primeiro filme, foi aos noves anos de idade, em The Coca-Cola Kid. Ela passou a fazer mais filmes e programas de televisão, incluindo minisséries e novelas. Rebecca Smart já trabalhou com alguns dos mais renomados diretores de Cinema, Televisão e Teatro da Austrália. As empresas que ela trabalhou foram a Sydney Theatre Company e a Belvoir St Teatro.

## Início da vida e educação
Rebecca Smart nasceu em Tamworth, Nova Gales do Sul, e foi educada na St. Catherine's School, Waverley, uma escola para meninas localizada na periferia leste de Sydney.

## Prêmios e indicações
Smart ganhou o prêmio de prata para atrizes mais populares em Minisséries/Telefilmes no Logie Awards por seu desempenho em 1987, na minissérie australiana O Shiralee. Ela também foi nomeada como Melhor Atriz coadjuvante no Australian Film Institute Awards e no Film Critics Circle of Australia Awards por seu desempenho em Blackrock.